# إجيه
إجيه (بالفارسية: اژیه) هي مدينة تقع في إيران في ناحية جلغه. يقدر عدد سكانها بـ 3,309 نسمة.